# پابراده
پابراده (به لاتین: Pabradė) در لیتوانی با جمعیت ۶٬۳۹۸ نفر است که در Švenčionys district municipality واقع شده‌است.